# Kiczki (gromada)
Kiczki – dawna gromada, czyli najmniejsza jednostka podziału terytorialnego Polskiej Rzeczypospolitej Ludowej w latach 1954–1972.
Gromady, z gromadzkimi radami narodowymi (GRN) jako organami władzy najniższego stopnia na wsi, funkcjonowały od reformy reorganizującej administrację wiejską przeprowadzonej jesienią 1954 do momentu ich zniesienia z dniem 1 stycznia 1973, tym samym wypierając organizację gminną w latach 1954–1972.
Gromadę Kiczki z siedzibą GRN w Kiczkach (obecnie są to dwie miejscowości: Kiczki Pierwsze i Kiczki Drugie) utworzono – jako jedną z 8759 gromad na obszarze Polski – w powiecie mińskim w woj. warszawskim, na mocy uchwały nr VI/10/7/54 WRN w Warszawie z dnia 5 października 1954. W skład jednostki weszły obszary dotychczasowych gromad Kiczki, Kiczki Poduchowne i Skupie ze zniesionej gminy Cegłów w tymże powiecie. Dla gromady ustalono 14 członków gromadzkiej rady narodowej.
31 grudnia 1961, na mocy Uchwały Nr IV-19/61 z 27 września 1961, do gromady Kiczki przyłączono (a) wsie Piaseczno i Posiadały z gromady Cegłów, (b) wieś Nowodzielnik z gromady Siennica oraz (c) wieś Dzielnik z gromady Wielgolas – w tymże powiecie. Ostatecznie zrezygnowano z tych zmian, ponieważ na mocy Uchwały Nr IV-19/61 z 22 listopada 1961, tego samego dnia (czyli 31 grudnia 1961) z gromady Kiczki wyłączono (a) wsie Piaseczno i Posiadały, włączając je z powrotem do gromady Cegłów, (b) wieś Nowodzielnik, włączając ją z powrotem do gromady Siennica oraz (c) wieś Dzielnik, włączając ją z powrotem do gromady Wielgolas – w tymże powiecie (na uwagę zasługuje fakt że późniejsza uchwała nie cofnęła tej pierwszej, jedynie "włączyła" z powrotem poszczególne miejscowości do ich pierwotnych gromad, mimo że data projektowanego manewru nie weszła nawet w życie). 31 grudnia 1961 gromadę Kiczki zniesiono, włączając jej (cały) obszar do gromady Cegłów w powiecie mińskim.